# Patricia Walsh
Patricia Walsh (Buenos Aires, 1952) es una psicóloga social y política argentina de tendencia peronista de izquierda. Conformó la Alianza Izquierda Unida. Es hija de Rodolfo Walsh, integrante de la organización guerrillera Montoneros que tuvo protagonismo en la década del 70 en Argentina. Ha sido dos veces candidata a la Presidencia de la Nación, una vez candidata a Jefa de Gobierno y electa Diputada Nacional por la Ciudad de Buenos Aires en el año 2001. Fue candidata nuevamente a Jefa de Gobierno por el Movimiento Socialista de los Trabajadores (MST) y electa Legisladora Porteña durante los años 2007-2009 con mandato compartido. Es reconocida como una de las principales impulsoras y autora del proyecto de Nulidad de las Leyes de Punto Final y Obediencia Debida.
Es hija del escritor y periodista montonero Rodolfo Walsh, desaparecido durante la última dictadura cívico-militar argentina. Está divorciada y tiene dos hijos.

## Biografía
Inició su militancia política como estudiante de la Universidad Nacional de La Plata, participando de la lucha contra la dictadura militar de Juan Carlos Onganía. En 1972 se sumó a la izquierda peronista: fue militante de la Juventud Peronista, la JTP y la Agrupación Evita.
Comenzó a trabajar como periodista a los 17 años, en la revista Gente, y después en el diario Noticias, dirigido por Miguel Bonasso. En 1975 ingresó a la oficina de prensa del Instituto Nacional de Tecnología Industrial (INTI). Delegada gremial, en 1976 fue despedida por la última dictadura militar y en 1984 fue reincorporada, sumándose a la comisión de derechos humanos. En 1986 pasó a la Secretaría de Industria y Comercio Exterior (SICE), donde fue redactora jefa de la revista PyME e integró el cuerpo de delegados de base. Trabajó allí hasta 1991.
En 1984 denunció ante la Conadep la desaparición de su padre. Incansable luchadora por los derechos humanos, es una de las denunciantes en la causa ESMA en la cual siempre reclamó la nulidad de las leyes de impunidad. En 1996 se sumó a la agrupación HIJOS (Hijos por la Identidad y la Justicia contra el Olvido y el Silencio). Como Diputada Nacional logró la nulidad de la Ley de Punto Final y la Ley de Obediencia Debida, que le permitía "impunidad" a los torturadores de la dictadura militar.

## Trayectoria política

### Alianza Izquierda Unida
En 1999 se sumó en carácter de independiente al Alianza Izquierda Unida, una alianza conformada desde 1997 por el Movimiento Socialista de los Trabajadores (MST) y el Partido Comunista (PC). Fue candidata a la presidencia en las elecciones presidenciales de ese mismo año, obteniendo el cuarto lugar.
En el año 2000 fue candidata a Jefa de Gobierno por la Ciudad de Buenos Aires llevando como compañero de fórmula al periodista Herman Schiller. En aquellas elecciones la Alianza Izquierda Unida obtuvo dos bancas en la Legislatura Porteña que fueron ocupadas por Patricio Echegaray y Vilma Ripoll al haber obtenido el 4.21% de los votos.
En las elecciones presidenciales anticipadas de abril de 2003 se postuló por segunda vez a la presidencia. La fórmula Walsh-Parrilli, que obtuvo el 7° lugar con el 1.72% de los votos, fue la última presentación electoral a nivel nacional de la Alianza Izquierda Unida.  

#### Diputada Nacional - Período 2001-2005
En las elecciones nacionales celebradas en octubre de 2001, momento en el cual los partidos de izquierda obtuvieron muy buenos resultados, ocupó por primera vez un cargo legislativo siendo electa Diputada Nacional por la Ciudad de Buenos Aires con el 7.07% de los votos. Durante todo su mandato encabezó el bloque unipersonal de Izquierda Unida en la Cámara Baja del Congreso de la Nación Argentina e integró las Comisiones de Educación; Derechos Humanos y Garantías y Libertad de Expresión. Es reconocida, junto a otros/as diputados/as y representantes de organismos de Derechos Humanos, como una de las principales impulsoras de la nulidad de las leyes de impunidad y autora del proyecto que finalmente dio lugar a tal propósito.
En una nota de prensa, luego de conocerse los primeros resultados de la elección, reitera sus intenciones ya expresadas durante su campaña electoral:

"En el Congreso, mi primer proyecto va a ser pedir la nulidad absoluta de las leyes de impunidad y del indulto. Porque yo soy una militante por los derechos humanos. Ese es mi compromiso más importante."

Comenzó a trabajar en aquel proyecto desde su primer día como diputada nacional y desde febrero de 2002, momento en el que se retomó la actividad parlamentaria, el recurso que utilizó para poder llegar a tratarlo en el recinto fue el pedido de sesiones especiales. A pesar su insistencia, las sesiones, en el mejor de los casos, llegaron a contar con no más de 60 diputados/as, no logrando el cuórum necesario para poder comenzar a sesionar. Finalmente, el 12 de agosto de 2003 se convoca a sesiones especiales por pedido del Bloque Izquierda Unida para tratar el proyecto de Nulidad de las Leyes de Punto Final y de Obediencia Debida y de los Indultos concedidos por Carlos Menem en 1989 y 1990, pero durante el transcurso de ese día se llegó a un consenso en el cual distintos bloques impulsaron la presentación de un proyecto de nulidad único que no incluyó el tratamiento de los Indultos. El proyecto único llevó la firma de los jefes de bloques que lo consensuaron y mantuvo una fidelidad casi exacta al proyecto inicial de Izquierda Unida, redactado por Carlos Zamorano.

"SRA. WALSH, PATRICIA.-	Señor presidente: hoy es el día de la reconquista, un día especial para la mayor parte del pueblo argentino. Creo que también es un día especial para los miles de personas que están en la plaza, a metros de acá, esperando desde hace horas lo que yo también espero que seamos capaces de resolver: la nulidad absoluta e insanable de las leyes de punto final y de obediencia debida."
Apertura de su discurso, Sesión Especial, HCDN, 12/08/2003

Luego de ocho horas de debate la Cámara de Diputados le otorgó media sanción al proyecto y el 21 de agosto de 2003 el Senado de la Nación Argentina sancionó la ley 25.779, declarando insanablemente nulas las Leyes 23.492 y 23.521. El 14 de junio de 2005, la Corte Suprema falló a favor de la validez de la Ley 25.779 y declaró inconstitucional la Obediencia Debida y Punto Final .

### MST - Nueva Izquierda
En las elecciones legislativas de Argentina de 2005, luego de la ruptura del Frente Izquierda Unida, se postula para renovar su banca como Diputada Nacional con la alianza MST-UNITE obteniendo un 2.01% de votos, resultado insuficiente para asumir un nuevo mandato.

#### Legisladora de la Ciudad de Buenos Aires - Período 2007-2009
Obtiene por segunda vez un cargo legislativo en el año 2007. Bajo el lema "La ciudad necesita diputados de izquierda" fue candidata a Jefa de Gobierno y a primera Legisladora Porteña en la lista del MST-Nueva Izquierda obteniendo un 2.86% y 3.89% respectivamente.

"Sr. Presidente provisional (Olivera).- Jura por la Patria desempeñar fielmente el cargo de diputada de la Ciudad y obrar en un todo de conformidad con lo que prescriben la Constitución Nacional y la Constitución de la Ciudad de Buenos Aires la diputada Walsh. 

- Al jurar, dice la:
Sra. Walsh.- ¡Por la memoria, por la verdad, por la justicia, por nuestros treinta mil desaparecidos, por los asesinados, por los torturados, por los ciento noventa y seis chicos masacrados en Cromañón, por las luchas justas de los trabajadores que hoy son reprimidos ferozmente! (Aplausos.) ¡Con alegría, con orgullo por ser de Izquierda, sí, juro! (Aplausos.) 

Sr. Presidente provisional (Olivera).- Si así no lo hace, la Patria se lo demande."
Jura de Diputados, Sesión Preparatoria, Legislatura CABA, 07/12/2007, VT 42, pág. 7.

Antes de asumir realizó un acuerdo en el cual renunciaría a su banca tras cumplir dos años de mandato para cederle el lugar a Marcelo Parrilli, acuerdo que efectivizó el 1 de marzo de 2010 en la Apertura de Sesiones.
Como Legisladora Porteña conformó el monobloque Nueva Izquierda e integró las Comisiones de Cultura y de Derechos Humanos, Garantías y Antidiscriminación. Entre los proyectos que impulsó se encuentran la "Licencia especial para los exámenes de prevención del cáncer", distintas adhesiones a conmemoraciones y reclamos de Derechos Humanos y Paridad de Género. Mantuvo una postura crítica ante el Gobierno oficialista porteño y realizó pedidos de informes al Poder Ejecutivo sobre diversas cuestiones como el Teatro Colón, el Observatorio de Equidad de Género, entre otras. Durante sus dos años como Legisladora Porteña fue reconocida por su labor con la entrega de los Premios Parlamentarios 2008 y 2009.

### Proyecto Sur
En 2011 su acercamiento a Proyecto Sur se ve reflejado en su candidatura a Diputada Nacional de las Elecciones Nacionales de aquel año. Segunda candidata en una lista encabezada por Félix Herrero, en los escrutinios de agosto lograron superar el piso del 1.5% que establecen las Primarias Abiertas Simultáneas y Obligatorias (P.A.S.O.) obteniendo un 2.6% de votos. Debido a que la fórmula presidencial que acompañaba a esta lista precandidata no corrió la misma suerte, la participación en las elecciones generales de octubre se produjo con boleta corta. Esa última elección mostró una merma de votos en comparación a los resultados anteriores y así, con un 1.77% alcanzado, las chances de sumar al partido al menos la banca del primer candidato se extinguieron.
En una entrevista publicada en el sitio web oficial del partido cuenta que sus aspiraciones a volver a ocupar una banca acompañan diferentes propuestas entre las cuales figuran el compromiso contra la criminalización de la protesta social, la profundización de las políticas de Derechos Humanos y la lucha por los derechos civiles y políticos de las mujeres como, por ejemplo, el aborto legal, seguro y gratuito o la Ley de cupo femenino del 50% en las candidaturas a legisladores.

### Frente Camino Popular
En 2015 decide aceptar la invitación de Claudio Lozano e Itai Hagman para ser parte de su lista en las Elecciones en la ciudad de Buenos Aires de 2015. Integrado por las agrupaciones Unidad Popular, PTP, Patria Grande, Emancipación Sur y Camino de los Libres, el Frente Camino Popular llevaría a Walsh como candidata a Vicejefa de Gobierno una vez superadas las P.A.S.O., pero ese propósito se vio impedido ante los resultados de la elección de abril. De treinta precandidatos/as a jefe/a de Gobierno, Lozano obtuvo el sexto puesto con el 1.45% de los votos quedando inhabilitado por un corto margen para las elecciones generales de julio y, por consiguiente, para proponer formalmente a su candidata a Vicejefa de Gobierno.